# Selmar Bagge
Selmar Bagge (Coburg (Alta Francònia), 30 de juny, 1823 - Basilea, 16 de juliol, 1896), va ser un compositor, periodista musical i acadèmic alemany.

## Biografia
Bagge era fill de Johann Bagge el qual era rector de l'escola llatina d'allà. El 1837 va anar al Conservatori de Praga, estudiant composició amb Friedrich Dionys Weber i violoncel amb Johann Hüttner. Durant dos anys a partir de 1840 va ser primer violoncel al teatre municipal de Lemberg (actual Lviv).
Es va traslladar a Viena, on va conèixer el cercle musical dels prínceps Adam Jerzy Czartoryski i Konstanty Adam Czartoryski, i va estudiar teoria musical amb Simon Sechter. El 1851, a través de Sechter, va esdevenir professor de composició al Conservatori de Viena. El 1853 esdevingué organista a l'església protestant de Gumpendorf prop de Viena.
Va renunciar a la seva càtedra l'any 1855. Va començar a escriure sobre música; el 1855 a la revista mensual de teatre i música va escriure articles crítics del Conservatori de Viena, tractant més tard sobre temes musicals generals. El 1859 va esdevenir editor de la "Deutsche Musikzeitung", on va ser un dels primers a Viena a promocionar la música de Schumann i Brahms.
El 1863 es va traslladar a Leipzig i es va fer càrrec de la direcció de l'"Allgemeine musikalische Zeitung". Va marxar el 1868 per convertir-se en director de l'"Allgemeine Musikschule" de Basilea, on va impartir conferències de musicologia. Va romandre allí fins a la seva mort el 1896.

George Grove va escriure a "A Dictionary of Music and Musicians":
| « | "Bagge és un fort conservador i un escriptor capaç. Beethoven i Schumann són els seus models en l'art, i no té pietat dels qui difereixen d'ell.... La seva música és correcta. i fluït, però pobre en invenció i melodia." | » |